# Barqueiros (Barcelos)
Barqueiros es una freguesia portuguesa del concelho de Barcelos, con 8,54 km² de área y 2033 habitantes (2001). Densidad de población: 238,1 hab/km². El alcalde actual es Agostinho Lauro de Castro Pires.